# باشگاه فوتبال پیاست گلیویتسه
باشگاه فوتبال پیاست گلیویتسه (انگلیسی: Piast Gliwice) یک باشگاه فوتبال لهستانی است که برای شهر گلیویتسه می باشد. این باشگاه در لیگ برتر فوتبال لهستان حضور دارد.